# Vismarkt (handel)

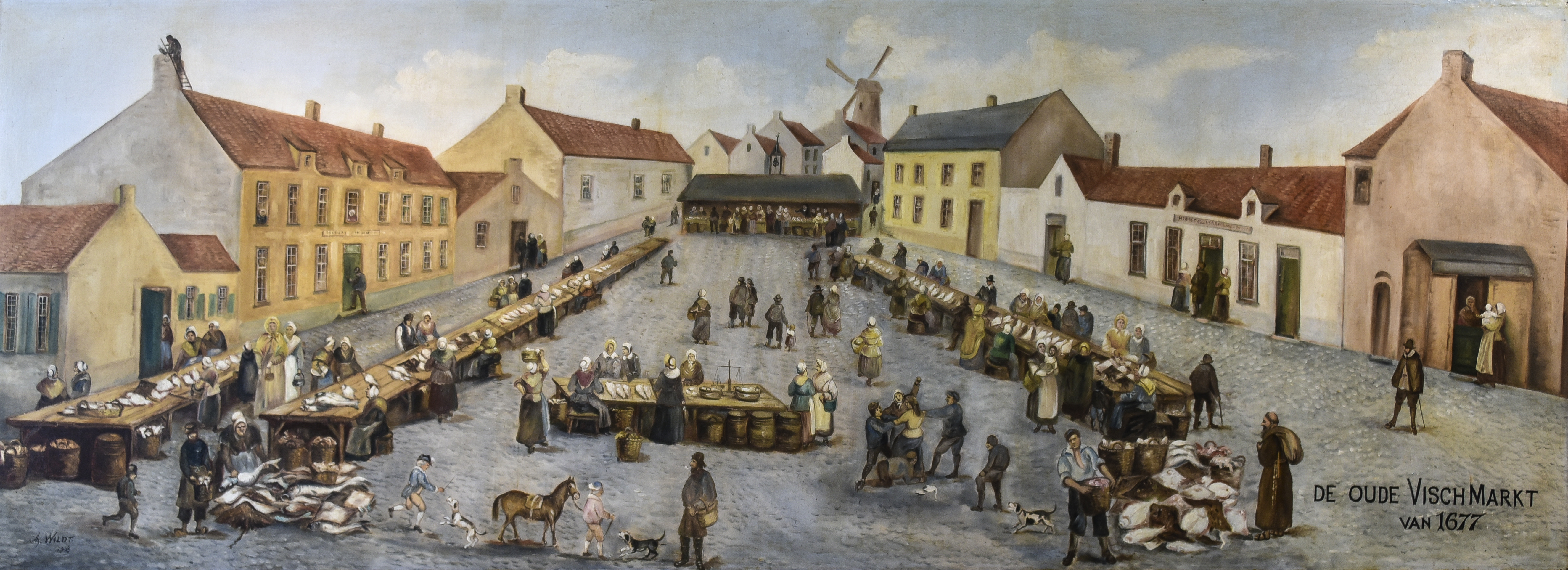
De oude vischmarkt te Oostende van 1677 door Charles Wildt

Een vismarkt is een markt waar men in vis en ander zeevoedsel handelt. Het begrip kan verwijzen naar de handel tussen vissers en kooplieden, naar de verkoop aan consumenten, of naar beide. Vaak was hier ook een overdekte vishal.
Pleinen waar men in vis handelt, of ooit in gehandeld heeft, hebben vaak de naam Vismarkt. Vooral in veel historische steden komt de Vismarkt als straatnaam terug.

## Galerij

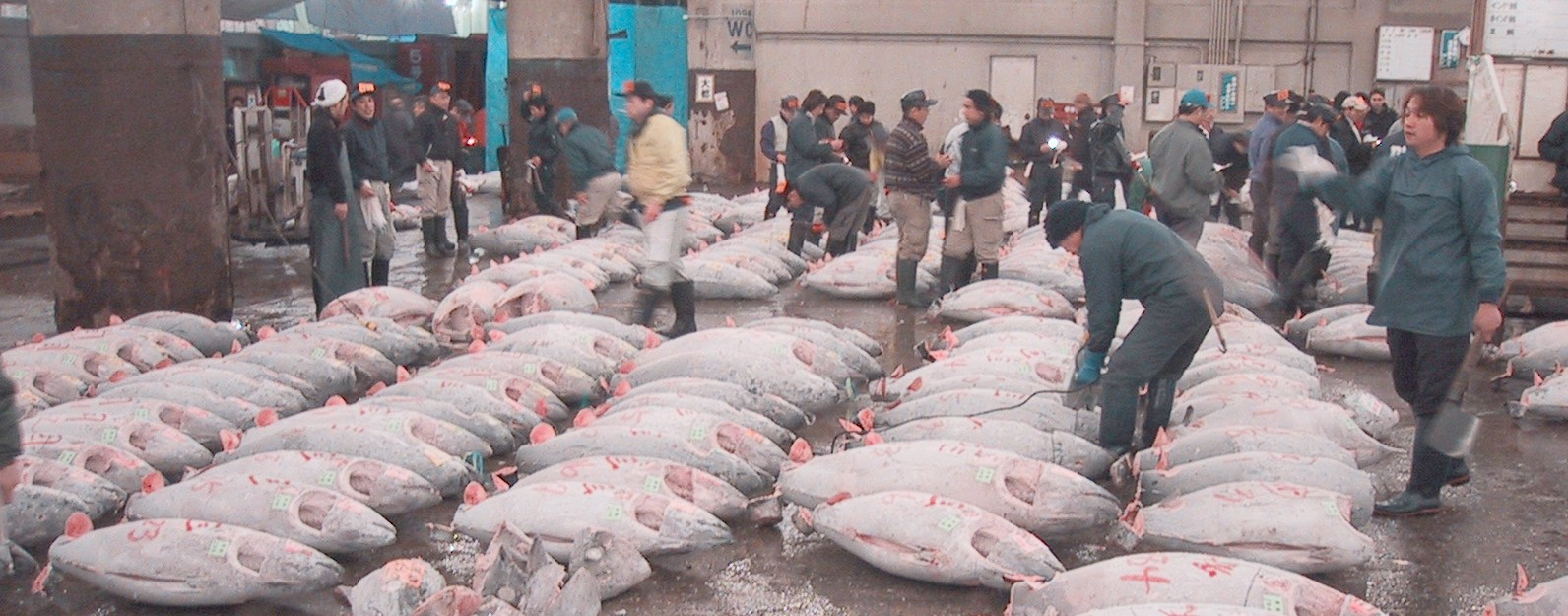
Bevroren tonijn op een vismarkt in Tokio
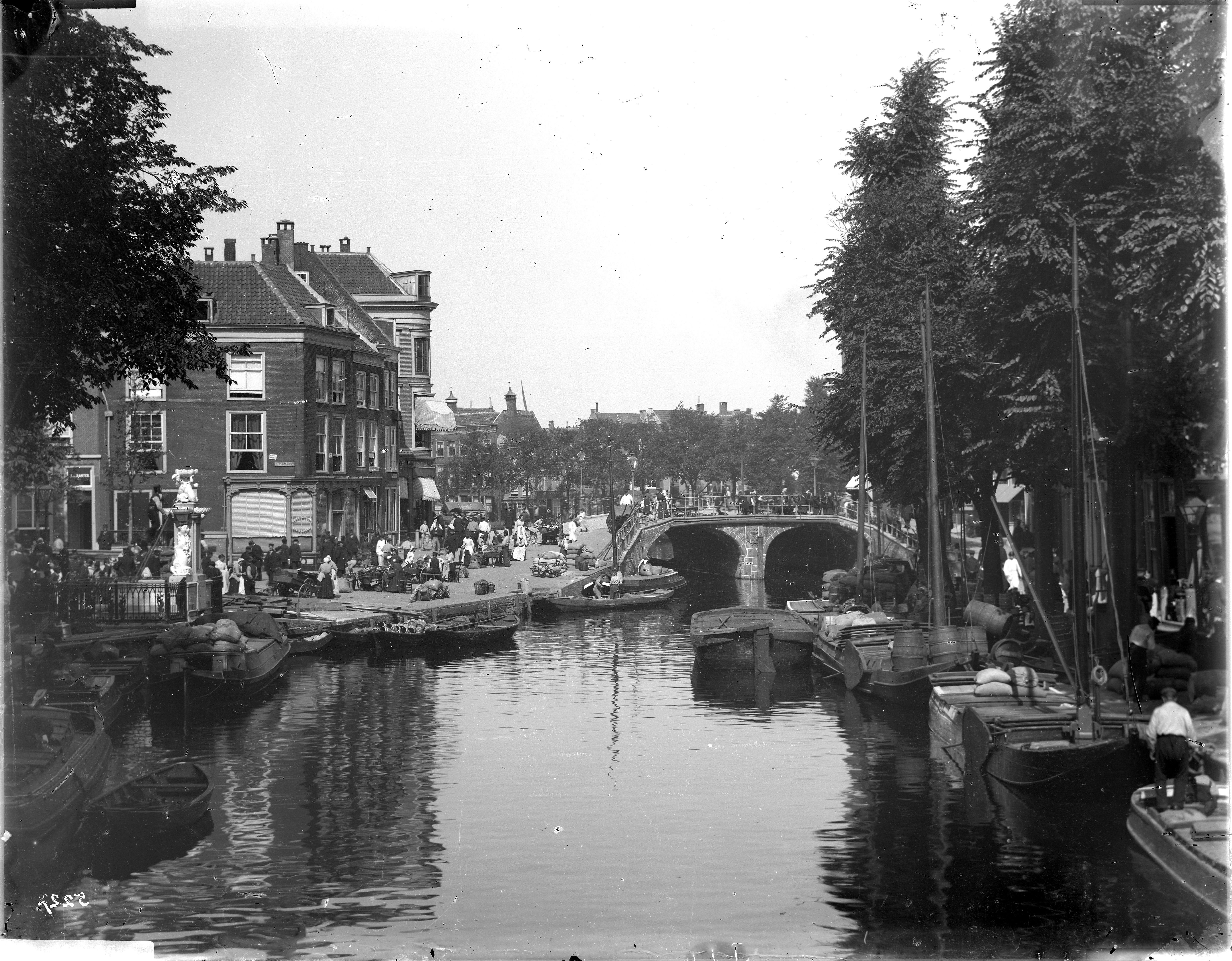
Vismarkt te Leiden gezien van de Korenbeursbrug naar de Visbrug met links de Fontein en rechts de Nieuwe Rijn met veel schepen. In het verschiet de Stille Rijn. Voor 1892